# Ogulaghes
Els ogulaghes són els membres d'un clan ijaw que viuen a l'estat del Delta, al sud de Nigèria. Els ogulaghes parlen el dialecte ogulagha de la llengua izon.
Els ogulaghes van prendre el seu nom d'Ogula, un avantpassat que es va assentar amb la seva dona a la zona ogulagha, al delta del Níger.

## Història
El clan ogulagha es va fundar abans del segle xiv.
Els avantpassats dels ogulaghes van explorar els estuaris del riu Forcados i Escravos. Els descendents d'Ogula, fill d'Ujo, es van assentar a la riba del primer riu. El primer assentament que van fundar fou Okibo (actualment, Idumu-Kpamu). Tot i que la majoria dels descendents d'Ogula es van assentar en aquesta zona, alguns van migrar cap a la zona de Warri i van fundar l'aldea d'Orugbo, que actualment és part de la zona itsekiri.